# Acheilognathus microphysa
Acheilognathus microphysa är en fiskart som beskrevs av Yang, Chu och Chen, 1990. Acheilognathus microphysa ingår i släktet Acheilognathus och familjen karpfiskar. Inga underarter finns listade i Catalogue of Life.